# Mur des Cinéastes
 (décembre 2016).
Si vous disposez d'ouvrages ou d'articles de référence ou si vous connaissez des sites web de qualité traitant du thème abordé ici, merci de compléter l'article en donnant les références utiles à sa vérifiabilité et en les liant à la section « Notes et références ».
Le mur des Cinéastes est un mur commémoratif du parc de l'Institut Lumière, situé au 25 rue du Premier-Film dans le 8e arrondissement de Lyon.
Depuis 1982, sur ce mur côté rue, des plaques nominatives, avec inscription du mois et de l'année ou de la raison de la visite, attestent du passage des personnalités du cinéma, françaises ou internationales. Pour chaque inauguration, l'invité retire un drap rouge recouvrant sa plaque devant un public de passage ou ayant assisté à une projection associée à l'artiste ; généralement, le directeur de l'Institut Lumière anime cette cérémonie.
Le mur des Cinéastes a été restauré en août 2021, et la disposition des plaques, moins espacées, permet d'en accueillir un nombre plus important.
Les plaques des récipiendaires du prix Lumière sont regroupées sur la partie gauche du mur. Elles indiquent uniquement l'année du prix, non pas les dates des anciens passages éventuels.
La partie droite du mur contient trois plaques, celles de :
- Bertrand Tavernier, qui a été président de l'Institut Lumière de 1982 à 2021 ;
- Jacques Deray, qui a été vice-président de l'Institut Lumière de 1982 à 2003 ;
- Irène Jacob, qui est présidente de l'Institut Lumière depuis 2021.

Le mur des Cinéastes est comparé au Hollywood Walk of Fame, situé à Los Angeles,.

## Liste des cinéastes présents sur le mur
| Personnalité                       | Date de visite                                      |
| ---------------------------------- | --------------------------------------------------- |
| - Fatih Akin                       | octobre 2007                                        |
| Claudia von Alemann                | octobre 2018 et mai 2023 (2 plaques)                |
| Yves Allégret                      | avril 1984                                          |
| Woody Allen                        | septembre 2003                                      |
| Pedro Almodóvar                    | Prix Lumière 2014                                   |
| Jean-Pierre Améris                 | mars 1995 et janvier 1998                           |
| - Zar Amir Ebrahimi                | février 2025                                        |
| Paul Thomas Anderson               | janvier 2015                                        |
| Wes Anderson                       | février 2014                                        |
| Jean-Jacques Annaud                | janvier 2020                                        |
| Alexandre Arcady                   | février 2023                                        |
| Dario Argento                      | octobre 2010 et octobre 2018                        |
| Olivier Assayas                    | novembre 1999 et mars 2014                          |
| Jacques Audiard                    | Prix Jacques-Deray 2006                             |
| Claude Autant-Lara                 | mars 1993                                           |
| Daniel Auteuil                     | Prix Jacques-Deray 2025 (anciennement octobre 2019) |
| Édouard Baer                       | octobre 2021                                        |
| J.A. Bayona                        | octobre 2023                                        |
| Jean Becker                        | février 2003                                        |
| Marco Bellocchio                   | octobre 2019                                        |
| Yannick Bellon                     | février 2000                                        |
| Édouard Bergeon                    | mars 2024                                           |
| Gael García Bernal                 | octobre 2019                                        |
| John Berry                         | 19 mars 1995 et décembre 1996                       |
| Jean-Louis Bertuccelli             | avril 2004                                          |
| Bertrand Blier                     | mars 2000 et octobre 2010                           |
| Peter Bogdanovich                  | octobre 2018                                        |
| Yves Boisset                       | mars 2000                                           |
| Icíar Bollaín                      | octobre 2024                                        |
| Bong Joon-ho                       | octobre 2019                                        |
| John Boorman                       | mars 1993                                           |
| - Rachid Bouchareb                 | septembre 2006                                      |
| Patrick Bouchitey                  | 19 mars 1995                                        |
| Gilles Bourdos                     | octobre 2012                                        |
| Jacques Bral                       | février 2010                                        |
| Stéphane Brizé                     | février 2022                                        |
| Philippe de Broca                  | septembre 2004                                      |
| Tim Burton                         | Prix Lumière 2022                                   |
| Jane Campion                       | Prix Lumière 2021                                   |
| Guillaume Canet                    | Prix Jacques-Deray 2007                             |
| Christian Carion                   | octobre 2005 et Prix Jacques-Deray 2018             |
| Marcel Carné                       | novembre 1985                                       |
| Emmanuel Carrère                   | mars 2016                                           |
| Alain Cavalier                     | septembre 2007                                      |
| Fred Cavayé                        | Prix Jacques-Deray 2011                             |
| Claude Chabrol                     | octobre 1997                                        |
| Youssef Chahine                    | 19 mars 1995                                        |
| Christian de Chalonge              | avril 2004                                          |
| Mehdi Charef                       | 19 mars 1995                                        |
| Chen Kaige                         | novembre 2003                                       |
| Alain Choquart                     | mars 2015                                           |
| Michael Cimino                     | février 2013                                        |
| Eleanor Coppola                    | octobre 2019                                        |
| Francis Ford Coppola               | Prix Lumière 2019                                   |
| Roman Coppola                      | octobre 2019                                        |
| Roger Corman                       | octobre 2011                                        |
| Alain Corneau                      | Prix Jacques-Deray 2008                             |
| - Costa-Gavras                     | septembre 2015                                      |
| Mark Cousins                       | octobre 2012                                        |
| - Edgardo Cozarinsky               | décembre 1994                                       |
| David Cronenberg                   | octobre 2005                                        |
| Alfonso Cuarón                     | octobre 2018                                        |
| Jean-Pierre et Luc Dardenne        | Prix Lumière 2020                                   |
| - Benicio del Toro                 | octobre 2024                                        |
| Vincent Delerm                     | octobre 2019                                        |
| Richard Dembo                      | 19 mars 1995                                        |
| Catherine Deneuve                  | Prix Lumière 2016                                   |
| Claire Denis                       | octobre 2018                                        |
| Brian De Palma                     | mars 2019                                           |
| - Gérard Depardieu                 | Prix Lumière 2011 (plaque retirée)                  |
| Raymond Depardon                   | février 2013                                        |
| Raymond Depardon Claudine Nougaret | septembre 2021                                      |
| Arnaud Desplechin                  | septembre 2013 et Prix Jacques-Deray 2020           |
| Jean Devaivre                      | février 1992                                        |
| Michel Deville                     | décembre 2002 et octobre 2010                       |
| Carlos Diegues                     | 19 mars 1995                                        |
| - Mati Diop                        | septembre 2024                                      |
| Jacques Doillon                    | octobre 2019                                        |
| Xavier Dolan                       | octobre 2014                                        |
| Stanley Donen                      | octobre 1994, 19 mars 1995 et octobre 2010          |
| Albert Dupontel                    | octobre 2020                                        |
| Clint Eastwood                     | Prix Lumière 2009                                   |
| Bertrand Van Effenterre            | 19 mars 1995                                        |
| Atom Egoyan                        | mai 2007                                            |
| Coralie Fargeat                    | octobre 2024                                        |
| Jane Fonda                         | Prix Lumière 2018                                   |
| - Miloš Forman                     | Prix Lumière 2010                                   |
| Stephen Frears                     | 19 mars 1995 et mars 2014                           |
| Riccardo Freda                     | décembre 1994                                       |
| William Friedkin                   | octobre 2017                                        |
| Nicole Garcia                      | mai 2017                                            |
| Vincent Garenq                     | Prix Jacques-Deray 2016                             |
| Philippe Garrel                    | octobre 2019                                        |
| Tony Gatlif                        | octobre 2019                                        |
| Xavier Giannoli                    | septembre 2006                                      |
| -Terry Gilliam                     | octobre 2009                                        |
| Marco Tullio Giordana              | septembre 2003                                      |
| -José Giovanni                     | avril 1993                                          |
| Francis Girod                      | 19 mars 1995 et novembre 1996                       |
| Amos Gitaï                         | mars 2009                                           |
| Jonathan Glazer                    | octobre 2023                                        |
| Delphine Gleize                    | mars 2019                                           |
| Pierre-William Glenn               | 19 mars 1995                                        |
| - Jean-Luc Godard                  | décembre 1996                                       |
| Valeria Golino                     | septembre 2013                                      |
| Bette Gordon                       | octobre 2021                                        |
| Romain Goupil                      | octobre 2024                                        |
| Gilles Grangier                    | octobre 1990                                        |
| Pierre Granier-Deferre             | mars 2000                                           |
| James Gray                         | novembre 2013                                       |
| Robert Guédiguian                  | avril 2010                                          |
| Alain Guiraudie                    | mars 2016                                           |
| Maggie Gyllenhaal                  | octobre 2021                                        |
| Taylor Hackford                    | octobre 2023                                        |
| -Rebecca Hall                      | octobre 2021                                        |
| Michael Haneke                     | octobre 2005                                        |
| Arthur Harari                      | Prix Jacques-Deray 2017                             |
| James B. Harris                    | octobre 2013                                        |
| Kaizo Hayashi (en)                 | novembre 1999                                       |
| Michel Hazanavicius                | Prix Jacques-Deray 2010                             |
| Rolf de Heer                       | octobre 2015                                        |
| Werner Herzog                      | novembre 2014                                       |
| Laurent Heynemann                  | 19 mars 1995                                        |
| Walter Hill                        | octobre 2016                                        |
| Hou Hsiao-hsien                    | février 2016                                        |
| Hugh Hudson                        | janvier 2015                                        |
| Isabelle Huppert                   | Prix Lumière 2024                                   |
| Alejandro González Iñárritu        | octobre 2022                                        |
| James Ivory                        | mars 2019                                           |
| Agnès Jaoui                        | mars 2000                                           |
| Luc Jacquet                        | septembre 2015                                      |
| Benoît Jacquot                     | 8 octobre 1998                                      |
| Alain Jessua                       | décembre 1999                                       |
| Pierre Jolivet                     | mars 2002                                           |
| Gérard Jugnot                      | février 2017                                        |
| Asif Kapadia                       | mars 2019                                           |
| -Nelly Kaplan                      | février 1997                                        |
| - Anna Karina                      | octobre 2017                                        |
| Marin Karmitz                      | octobre 2024                                        |
| Aki Kaurismäki                     | 19 mars 1995 et septembre 1996                      |
| - Elia Kazan                       | janvier 1992                                        |
| Abbas Kiarostami                   | septembre 2002                                      |
| - William Klein                    | septembre 2011                                      |
| Andreï Konchalovski                | 19 mars 1995 et octobre 2012                        |
| Barbara Kopple                     | février 1998                                        |
| Ted Kotcheff                       | octobre 2014                                        |
| Panos H. Koutras                   | mars 2015                                           |
| Kiyoshi Kurosawa                   | novembre 1999                                       |
| Diane Kurys                        | octobre 2017                                        |
| Philippe Labro                     | janvier 2014                                        |
| Claude Lanzmann                    | février 1999 et février 2010                        |
| Nadav Lapid                        | août 2021                                           |
| Jean-Marie et Arnaud Larrieu       | janvier 2014                                        |
| John Lasseter                      | octobre 2015                                        |
| Carole Laure                       | décembre 2005                                       |
| Georges Lautner                    | janvier 1996                                        |
| Patrice Leconte                    | décembre 2001 et février 2025                       |
| Lee Chang-dong                     | octobre 2005                                        |
| Philippe Lefebvre                  | Prix Jacques-Deray 2013                             |
| Philippe Le Guay                   | juin 2024                                           |
| Claude Lelouch                     | 8 octobre 1998 et novembre 2008                     |
| Jerry Lewis                        | mars 2006                                           |
| Sébastien Lifshitz                 | mars 2024                                           |
| Miguel Littin                      | 19 mars 1995                                        |
| Ken Loach                          | Prix Lumière 2012                                   |
| John Lvoff                         | 19 mars 1995                                        |
| Ladj Ly                            | septembre 2019                                      |
| David Lynch                        | février 2007                                        |
| - Maïwenn                          | Prix Jacques-Deray 2012                             |
| Joseph L. Mankiewicz               | septembre 1992                                      |
| Olivier Marchal                    | Prix Jacques-Deray 2005                             |
| Lætitia Masson                     | 8 octobre 1998                                      |
| Elaine May                         | octobre 2010                                        |
| Fernando Meirelles                 | octobre 2024                                        |
| Kleber Mendonça Filho              | octobre 2023                                        |
| Marie-Castille Mention-Schaar      | octobre 2020                                        |
| Claude Miller                      | 19 mars 1995 et septembre 2007                      |
| Édouard Molinaro                   | avril 2004                                          |
| Dominik Moll                       | Prix Jacques-Deray 2023                             |
| Nanni Moretti                      | octobre 2001                                        |
| Paul Morrissey                     | octobre 2002                                        |
| - Viggo Mortensen                  | octobre 2020                                        |
| Claude Mouriéras                   | septembre 2000                                      |
| Yousry Nasrallah                   | novembre 2005                                       |
| László Nemes                       | octobre 2015                                        |
| Maurizio Nichetti                  | mai 2001                                            |
| Jeff Nichols                       | mars 2013                                           |
| Manoel de Oliveira                 | janvier 1997                                        |
| - Marcel Ophüls                    | mai 1992                                            |
| Nikos Papatakis                    | mars 2000                                           |
| Park Chan-wook                     | octobre 2016                                        |
| Alan Parker                        | octobre 2014                                        |
| Robert Parrish                     | 19 mars 1995                                        |
| - Christine Pascal                 | novembre 1992                                       |
| Paul Paviot                        | 19 mars 1995                                        |
| Alexander Payne                    | octobre 2023                                        |
| - Artavazd Pelechian               | février 2015                                        |
| Arthur Penn                        | avril 1997                                          |
| Vincent Perez                      | décembre 2023                                       |
| Roger Planchon                     | 19 mars 1995                                        |
| - Jean-Marie Poiré                 | décembre 2022                                       |
| Jacques Poitrenaud                 | 19 mars 1995                                        |
| Jean-Paul Rappeneau                | 8 octobre 1998 et octobre 2010                      |
| Nicolas Winding Refn               | octobre 2015                                        |
| Karel Reisz                        | 19 mars 1995                                        |
| Alain Resnais                      | décembre 1994                                       |
| Pierre Richard                     | octobre 2013                                        |
| Rintarō                            | octobre 2023                                        |
| Pierre Rissient                    | mai 2008                                            |
| Tim Robbins                        | juin 2015                                           |
| Alice Rohrwacher                   | novembre 2018                                       |
| Jean Rollin                        | novembre 1997                                       |
| Francesco Rosi                     | 19 mars 1995                                        |
| - Isabella Rossellini              | octobre 2014                                        |
| Tim Roth                           | octobre 2013                                        |
| Christian Rouaud                   | septembre 2011                                      |
| Jean Rouch                         | 19 mars 1995                                        |
| Jacques Rouffio                    | avril 2004                                          |
| - Raoul Ruiz                       | janvier 2003                                        |
| Jérôme Salle                       | Prix Jacques-Deray 2014                             |
| Jean-Paul Salomé                   | Prix Jacques-Deray 2021                             |
| Pierre Salvadori                   | Prix Jacques-Deray 2019                             |
| Claude Sautet                      | juin 1994 et 19 mars 1995                           |
| Jerry Schatzberg                   | 19 mars 1995                                        |
| Volker Schlöndorff                 | novembre 1990 et octobre 2010                       |
| Pierre Schoendoerffer              | octobre 2010                                        |
| - Barbet Schroeder                 | octobre 2020                                        |
| Ettore Scola                       | avril 2009                                          |
| - Martin Scorsese                  | Prix Lumière 2015                                   |
| Tristan Séguéla                    | janvier 2025                                        |
| Mrinal Sen                         | 19 mars 1995                                        |
| Vincent Sherman                    | mars 1997                                           |
| Jerzy Skolimowski                  | mars 2019                                           |
| Michael Snow                       | décembre 1992                                       |
| Steven Soderbergh                  | novembre 2008                                       |
| Fernando Solanas                   | novembre 1995 et novembre 2013                      |
| Juan Solanas                       | mars 2020                                           |
| Paolo Sorrentino                   | septembre 2008                                      |
| Jean-François Stévenin             | mars 1992 et octobre 2017                           |
| - Oliver Stone                     | octobre 2020                                        |
| Elia Suleiman                      | septembre 2002                                      |
| Tilda Swinton                      | octobre 2017                                        |
| Jean-Charles Tacchella             | 19 mars 1995                                        |
| Quentin Tarantino                  | Prix Lumière 2013                                   |
| Nils Tavernier                     | mars 2014                                           |
| Paolo et Vittorio Taviani          | décembre 1993                                       |
| Pierre Tchernia                    | 8 octobre 1998                                      |
| André Téchiné                      | 8 octobre 1998                                      |
| Frédéric Tellier                   | Prix Jacques-Deray 2015                             |
| Pascal Thomas                      | Prix Jacques-Deray 2009                             |
| - Christopher Thompson             | janvier 2022                                        |
| Danièle Thompson                   | février 2020                                        |
| Johnnie To                         | mars 2008                                           |
| Giuseppe Tornatore                 | octobre 2024                                        |
| Guillermo del Toro                 | octobre 2017                                        |
| - Trần Anh Hùng                    | octobre 2023                                        |
| Justine Triet                      | Prix Jacques-Deray 2024                             |
| Jean-Louis Trintignant             | octobre 2010                                        |
| Margarethe von Trotta              | novembre 1996                                       |
| Douglas Trumbull                   | octobre 2018                                        |
| Liv Ullmann                        | octobre 2018                                        |
| - Agnès Varda                      | 8 octobre 1998                                      |
| Paul Vecchiali                     | 19 mars 1995                                        |
| - Henri Verneuil                   | décembre 2001                                       |
| Sandrine Veysset                   | 8 octobre 1998                                      |
| Thomas Vinterberg                  | octobre 2020                                        |
| Andrzej Wajda                      | mars 2000                                           |
| Élie Wajeman                       | Prix Jacques-Deray 2022                             |
| Régis Wargnier                     | mai 2018                                            |
| Wim Wenders                        | octobre 1991 Prix Lumière 2023                      |
| Frederick Wiseman                  | décembre 2023                                       |
| Wong Kar-wai                       | Prix Lumière 2017                                   |
| Kijû Yoshida                       | avril 2008                                          |
| Gérard Zingg                       | octobre 2011                                        |
| Rebecca Zlotowski                  | septembre 2013                                      |
| Andrzej Żuławski                   | octobre 2011                                        |

Les plaques de Roman Polanski et d'André de Toth, présentes sur le mur avant sa restauration en août 2021, ont été supprimées.

## Galerie

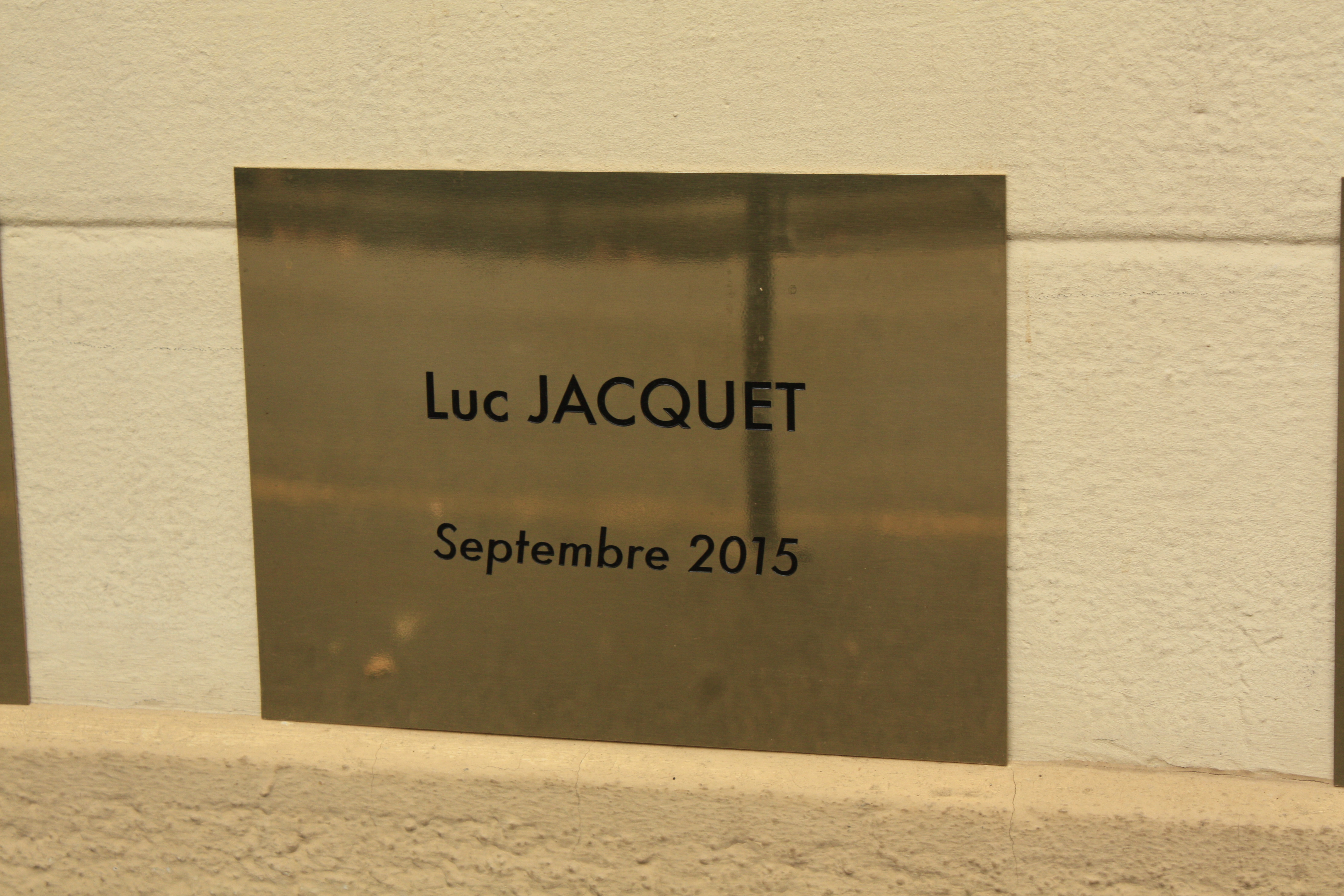
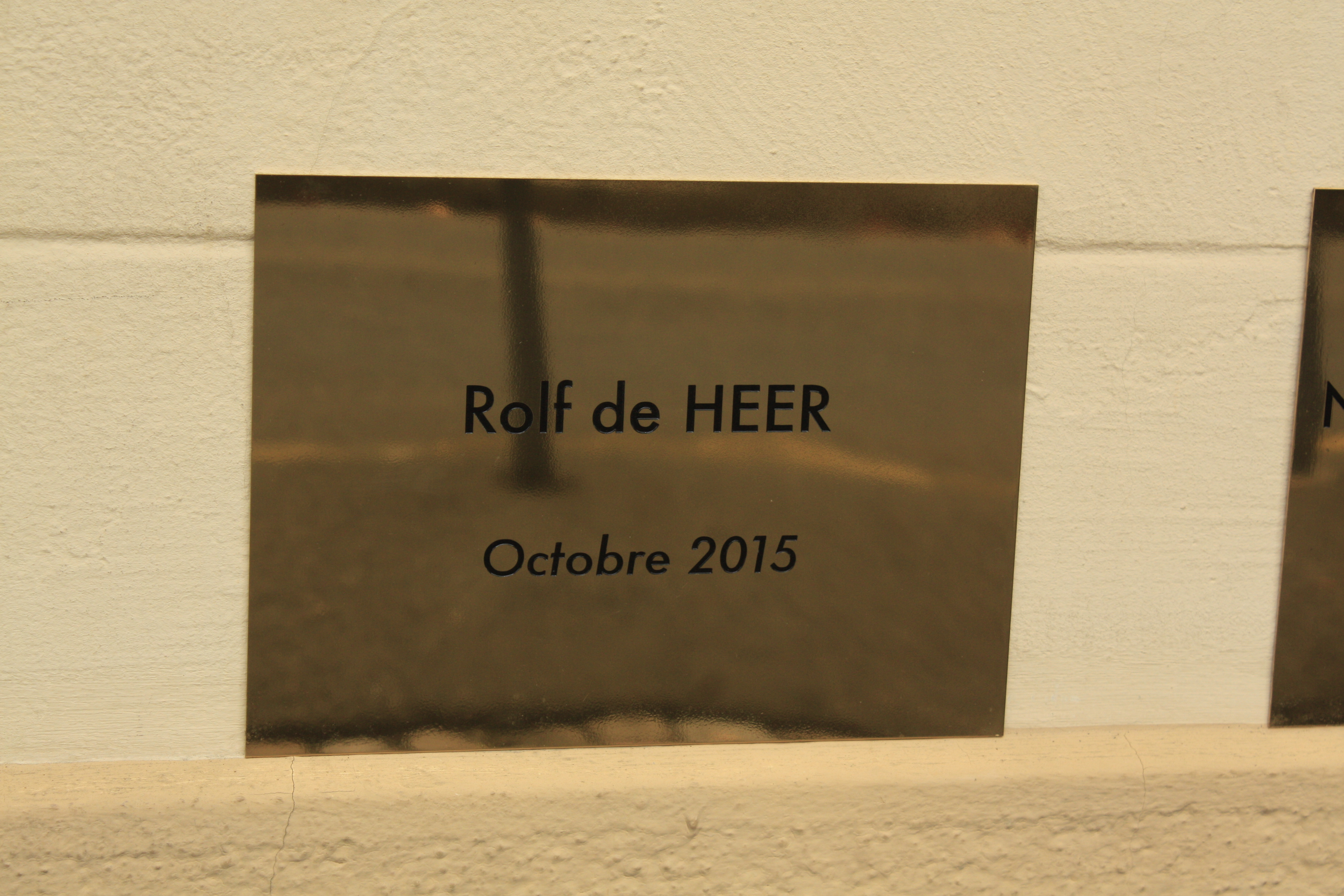
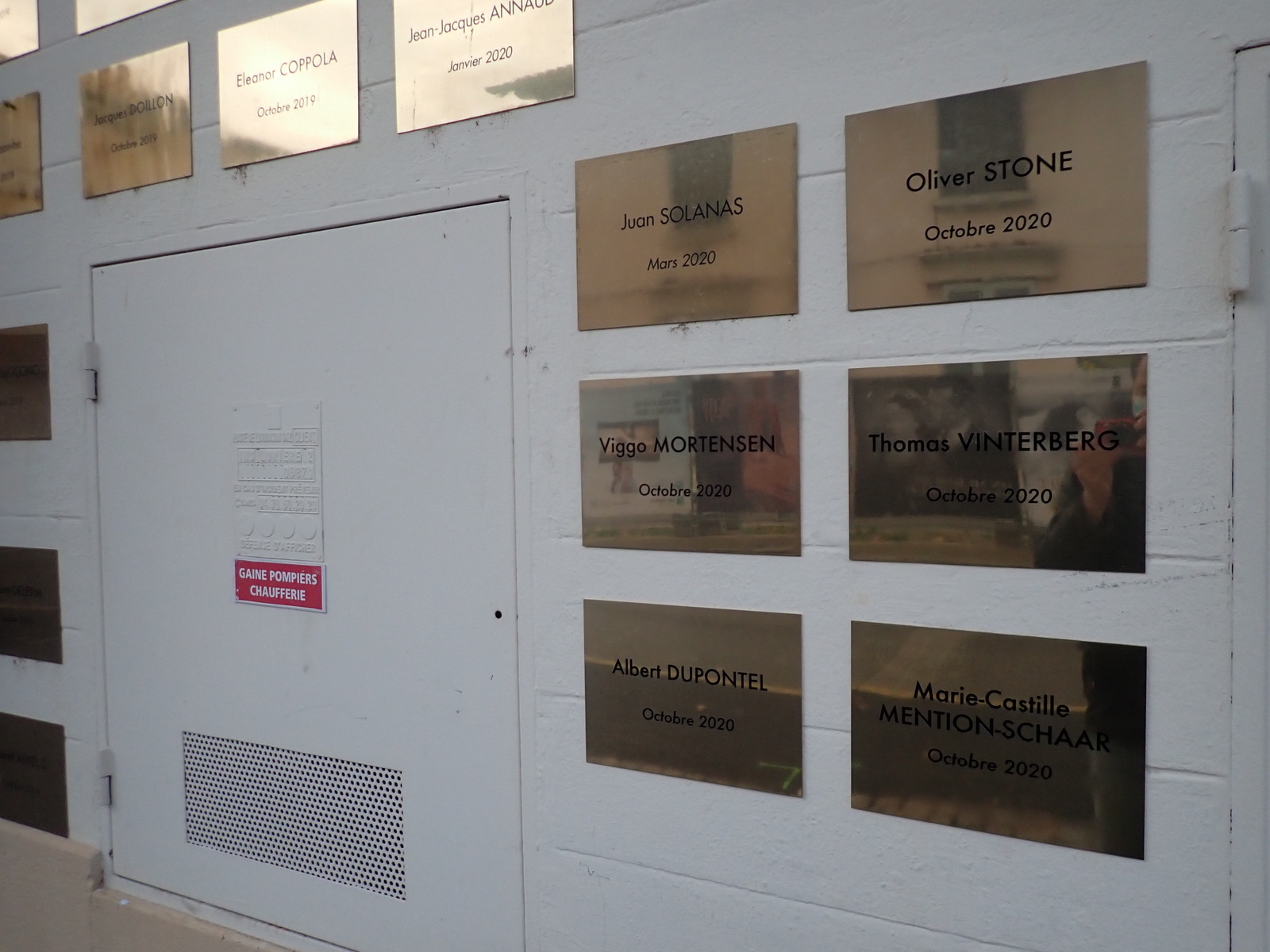